# 最後的勝負
《最後的勝負》（韓語：마지막 승부）是韓國MBC於1994年1月3日至1994年2月22日期間播放的月火劇，在韓國播出時最高收視率為48.6%，當時剛出道的張東健憑此劇一炮而紅，亦成為電視生涯的代表作之一。
香港由香港衛視於1994年8月23日至1994年9月13日期間播放此劇。本片亦被认为台湾最早引进的韩剧，由卫视中文台于1994年引进；同时也是中国大陆继《嫉妒》后较早引进的韩剧之一。

## 內容介紹
尹哲俊和李東敏在高中時是非常要好的朋友，兩人皆是高中籃球隊成員。東敏是一個非常優秀的球員，他在高中三年級時在地鐵站認識了多瑟和她的朋友美珠。東敏對多瑟一見鍾情，之後哲俊和東敏相約大學再見。
一年後，東敏考入明成大學，而哲俊卻因爲朋友義氣未能上大學，因爲誤會，又和東敏變成了冤家。後來，好友浩成因為勸哲俊考大學，不慎被車撞死。哲俊因為浩成的死自責不已，並且更加憎恨東敏，發誓要為朋友考上大學。多瑟對哲俊很上心，主動幫助哲俊學習，經過兩人的努力，哲俊終於考上大學。但卻不是明成大學，而是漢榮大學。
因為學校有籃球比賽，哲俊被教練看中，加入了大學籃球隊。後來經歷了很多波折，最終哲俊和東敏都加入了國家隊，誤會也解開。哲俊和多瑟兩人最後也在一起。
三年後，哲俊主動退出國家隊，之後在一所小學擔任體育老師，和在這所小學任教的多瑟一起過著平靜無波但卻幸福美滿的生活。而東敏繼續留在國家隊，並與美珠結婚。
一天，東敏開車前去探望哲俊和多瑟...

## 演員

### 主要人物
- 張東健 飾 尹哲俊
- 孫志昌 飾 李東敏
- 李鐘原 飾 金善宰
- 李尙雅 飾 崔美珠
- 沈銀河 飾 鄭多瑟

### 其他人物
- 朴亨俊 飾 張勇豪（明成大學籃球隊隊員）
- 許峻豪 飾 金萬才（明成大學籃球隊主將）
- 張航善 飾 尹哲俊的父親
- 全柳真 飾 尹哲俊的妹妹
- 姜仁德 飾 漢榮大學籃球隊監督
- 宋基允 飾 許鎮秀（明成大學籃球隊監督）
- 全仁澤 飾 柳學洙（漢榮大學籃球隊監督）
- 李東信 飾 明成大學籃球隊教練
- 吳賢燮 飾 漢榮大學籃球隊隊員
- 李政勳 飾 龍　柱（漢榮大學籃球隊主將）
- 朴　哲 飾 浩　成（尹哲俊及李東敏的朋友）

## 主題曲
由金民教主唱的主題曲《最後的勝負》是翻唱日本歌手寺田惠子主唱、1992年发行的《PARADISE WIND》。

## 外部連結
- 《最後的勝負》韓國MBC官方網站 （页面存档备份，存于）
- Youtube - 《最後的勝負》開場片段 （页面存档备份，存于）

| 韓國 MBC 月火劇                             | 韓國 MBC 月火劇                               | 韓國 MBC 月火劇 |
| ------------------------------------------- | --------------------------------------------- | --------------- |
|                                             | 最後的勝負 (1994年1月3日 - 1994年2月22日)     |                 |
| 女人的男人 (1993年11月8日 - 1993年12月28日) | 鳥啊鳥啊青鳥啊 (1994年3月7日 - 1994年3月29日) |                 |